# FK Jeńis
FK Jeńis (Kazachs Жеңіс ФК) is een Kazachse voetbalclub uit de hoofdstad Nur-Sultan. De club speelde enige tijd onder de naam FK Astana en is niet dezelfde als Astana FK, dat in 2009 opgericht werd.

## Geschiedenis
De club werd opgericht in 1964 onder de naam FK Dinamo Tselinograd (Russisch ФК Динамо Целиноград); de club speelde een aantal seizoenen in de competitie van de Kazachse SSR, op dat moment het derde niveau in de USSR en werd eenmaal kampioen, in 1984, en eenmaal bekerwinnaar, in 1986, maar dan onder de naam FK Tselinnik Tselinograd (Russisch ФК Целинник Целиноград), zoals de ploeg sinds 1975 heette.
Na de onafhankelijkheid van Kazachstan in 1991 wordt de naam van de stad omgedoopt in Aqmola. De naam van de club wordt nu gespeld als Celïnnïk FK Aqmola (Kazachs Целинник ФК Ақмола), maar in 1994 volgt de volgende naamsverandering: Cesna FK Aqmola (Kazachs Цесна ФК Ақмола). In 1996 wordt de naam Celïnnïk FK Aqmola weer in ere hersteld, maar in 1997 wordt de tot dan toe relatief onbeduidende steppeplaats Aqmola Aqmola ("Witte grafsteen") tot hoofdstad van Kazachstan uitgeroepen en gaat vanaf dan door  het leven als Astana ("Hoofdstad"). Dientengevolge krijg ook de plaatselijke voetbalclub alweer een nieuwe naam: aanvankelijk nog Celïnnïk FK Astana (Kazachs Целинник ФК Астана), hetgeen in juli van dat jaar wordt vervangen door Astana FK (Kazachs Астана ФК); maar alweer in 1999 staat de volgende naamswijziging op stapel: Jeńis FK Astana (Kazachs Жеңіс ФК Астана); onder deze naam behaalt de ploeg haar grootste successen: tweemaal landskampioen en driemaal bekerwinnaar. Van 2006 tot 2009 heet de club weer Astana FK en wordt nog een keer landskampioen, maar in dat laatste jaar (op 20 januari 2009) gaat de club failliet; onder de naam Namıs FK Astana (Kazachs Намыс ФК Астана) wordt een doorstart gemaakt in de Pervoj-Liga, een divisie waarin de ploeg tot en met 2014 speelde. In 2009 ten slotte wordt als nieuwe clubnaam Astana-1964 FK (Kazachs Астана-1964 ФК) aangenomen.
In 2014 werd de club ontbonden, maar in 2021 ging de club opnieuw van start in de Kazachste derde klasse en nam opnieuw de naam FK Jeńis aan.

## Erelijst
- Kampioen van de Kazachse SSR

1984
- Bekerwinnaar van de Kazachse SSR

1986
- Kampioen van Kazachstan

2000, 2001, 2006
- Beker van Kazachstan

Winnaar: 2001(*), 2002, 2005
Finalist: 2001(*)
(*) in 2001 vonden 2 bekercompetities plaats.

## Historie in dePremjer-Liga
| Jaar | Competitie     | Prestatie                                                | (Naam)             |
| ---- | -------------- | -------------------------------------------------------- | ------------------ |
| 1992 | Topdivisie     | 3de plaats in voorrondegroep A, 9de in de kampioensgroep | Celïnnïk FK Aqmola |
| 1993 | Topdivisie     | 6de plaats in voorrondegroep B, 12e in de kampioensgroep | Celïnnïk FK Aqmola |
| 1994 | Topdivisie     | 14de plaats in de competitie                             | Cesna FK Aqmola    |
| 1995 | Topdivisie     | 10de plaats in de competitie                             | Cesna FK Aqmola    |
| 1996 | Topdivisie     | 13de plaats in de competitie                             | Celïnnïk FK Aqmola |
| 1997 | Topdivisie     | 9de plaats in de competitie                              | Astana FK          |
| 1998 | Topdivisie     | 6de plaats in de competitie                              | Astana FK          |
| 1999 | Topdivisie     | 4de plaats in de competitie                              | Jenïs FK Astana    |
| 2000 | Topdivisie     | 1ste plaats in de competitie en kampioen                 | Jenïs FK Astana    |
| 2001 | Topdivisie     | 1ste plaats in de competitie en kampioen                 | Jenïs FK Astana    |
| 2002 | Superliga      | 3de plaats in de voorronde, 4de plaats in de eindronde   | Jenïs FK Astana    |
| 2003 | Superliga      | 3de plaats in de competitie                              | Jenïs FK Astana    |
| 2004 | Superliga      | 10de plaats in de competitie                             | Jenïs FK Astana    |
| 2005 | Superliga      | 8ste plaats in de competitie                             | Jenïs FK Astana    |
| 2006 | Superliga      | 1ste plaats in de competitie en kampioen                 | Astana FK          |
| 2007 | Superliga      | 8ste plaats in de competitie                             | Astana FK          |
| 2008 | Premjer-Liga   | 11de plaats in de competitie en teruggetrokken           | Astana FK          |
| 2009 | Birinşi Lïgası | 3e                                                       | Astana-1964 FK     |
| 2010 | Birinşi Lïgası | 15e                                                      | Astana-1964 FK     |
| 2011 | Birinşi Lïgası | 7e                                                       | Astana-1964 FK     |
| 2012 | Birinşi Lïgası | 3e                                                       | Astana-1964 FK     |
| 2013 | Birinşi Lïgası | 7e                                                       | Astana-1964 FK     |
| 2014 | Birinşi Lïgası | 3e                                                       | Astana-1964 FK     |

## Naamsveranderingen
Alle naamswijzigingen van de club op een rijtje:
| Jaar (Datum) | Nieuwe naam (Russisch: Nederlandse transcriptie) (Kazachs: Qaydar-transcriptie) | Nieuwe Russische naam (t/m 1991) | Nieuwe Kazachse naam (vanaf 1992) |
| ------------ | ------------------------------------------------------------------------------- | -------------------------------- | --------------------------------- |
| 1964         | FK Dinamo Tselinograd                                                           | ФК Динамо Целиноград             |                                   |
| 1975         | FK Tselinnik Tselinograd                                                        | ФК Целинник Целиноград           |                                   |
| 1992         | Celïnnïk FK Aqmola                                                              |                                  | Целинник ФК Ақмола                |
| 1994         | Cesna FK Aqmola                                                                 |                                  | Цесна ФК Ақмола                   |
| 1996         | Celïnnïk FK Aqmola                                                              |                                  | Целинник ФК Ақмола                |
| 1997         | Celïnnïk FK Astana                                                              |                                  | Целинник ФК Астана                |
| 07/1997      | Astana FK                                                                       |                                  | Астана ФК                         |
| 1999         | Jenïs FK Astana                                                                 |                                  | Женис ФК Астана                   |
| 2006         | Astana FK                                                                       |                                  | Астана ФК                         |
| 20/01/2009   | Namıs FK Astana                                                                 |                                  | Намыс ФК Астана                   |
| 2010         | Astana-1964 FK                                                                  |                                  | Астана-1964 ФК                    |

## Jenïs FK Astana in Europa
#Q = #kwalificatieronde, T/U = Thuis/Uit, W = Wedstrijd, PUC = punten UEFA coëfficiënten .
Uitslagen vanuit gezichtspunt Astana-1964 FK
| Seizoen | Competitie       | Ronde | Land               | Club                | Totaalscore | 1e W    | 2e W    | PUC |
| ------- | ---------------- | ----- | ------------------ | ------------------- | ----------- | ------- | ------- | --- |
| 2002/03 | Champions League | 1Q    | Vlag van Moldavië  | FC Sheriff Tiraspol | 4-4 u       | 1-2 (U) | 3-2 (T) | 1.0 |
| 2003/04 | UEFA Cup         | Q     | Vlag van Tsjechië  | FK Viktoria Žižkov  | 1-6         | 0-3 (U) | 1-3 (T) | 0.0 |
| 2007/08 | Champions League | 1Q    | Vlag van Georgië   | Olimpi Roestavi     | 3-0         | 0-0 (U) | 3-0 (T) | 1.5 |
|         |                  | 2Q    | Vlag van Noorwegen | Rosenborg BK        | 2-10        | 1-3 (T) | 1-7 (U) | 1.5 |

Totaal aantal punten voor UEFA coëfficiënten: 2.5
Zie ook
- Deelnemers UEFA-toernooien Kazachstan
- Ranglijst van alle clubs die in de diverse Europa Cups zijn uitgekomen

## Bekende (ex-)spelers
- Dmitri Bjakov
- Sergei Boichenko
- Viktor Bulatov

- Emil Kenjesariev
- Oleg Kornienko
- Aidar Kumisbekov

- David Loria
- Alexandr Mokin
- Murat Suyumagambetov

Aqtöbe ·
Astana ·
Atıraw ·
Elimai ·
Jeńis ·
Jetisu FK Taldıqorğan ·
Kairat ·
Oqjetpes FK Kökşetaw ·
Ordabası ·
Qaysar FK Qızılorda ·
Qyzyl-Jar ·
Tobyl ·
Turan FK ·
Ulıtaw FK Jezqazğan